# Laumesfeld
Laumesfeld (lothringisch Laumëschfeld) ist eine französische Gemeinde mit 285 Einwohnern (Stand 1. Januar 2022) im Département Moselle in der Region Grand Est (bis 2015 Lothringen). Sie gehört zum Arrondissement Thionville.

## Geographie
Laumesfeld liegt etwa 21 Kilometer östlich von Thionville und acht Kilometer südwestlich der Grenze zu Deutschland auf einer Höhe zwischen 234 und 306 m über dem Meeresspiegel. Das Gemeindegebiet umfasst 8,22 km².
Zur Gemeinde Laumesfeld gehören seit 1812 die beiden Dörfer Calembourg (Kalemburg) und Hargarten.
In der Gemeinde entspringt der Bach Weistroff.

## Geschichte
Durch die Bestimmungen im Friede von Vincennes kam Sierck "mit seinen dreißig Dörfern" (dabei auch Kalemburg und Laumesfeld) 1661 zu Frankreich. 
Das Gemeindewappen vereint die früheren Abhängigkeiten von Laumesfeld: die Insignien des Herzogs von Lothringen und des Königs von Frankreich.

### Bevölkerungsentwicklung
| Jahr      | 1962 | 1968 | 1975 | 1982 | 1990 | 1999 | 2007 | 2019 |
| Einwohner | 294  | 242  | 223  | 217  | 180  | 181  | 241  | 290  |

## Verkehr
Laumesfeld lag an der mittlerweile stillgelegten Bahnstrecke Merzig–Bettelainville.

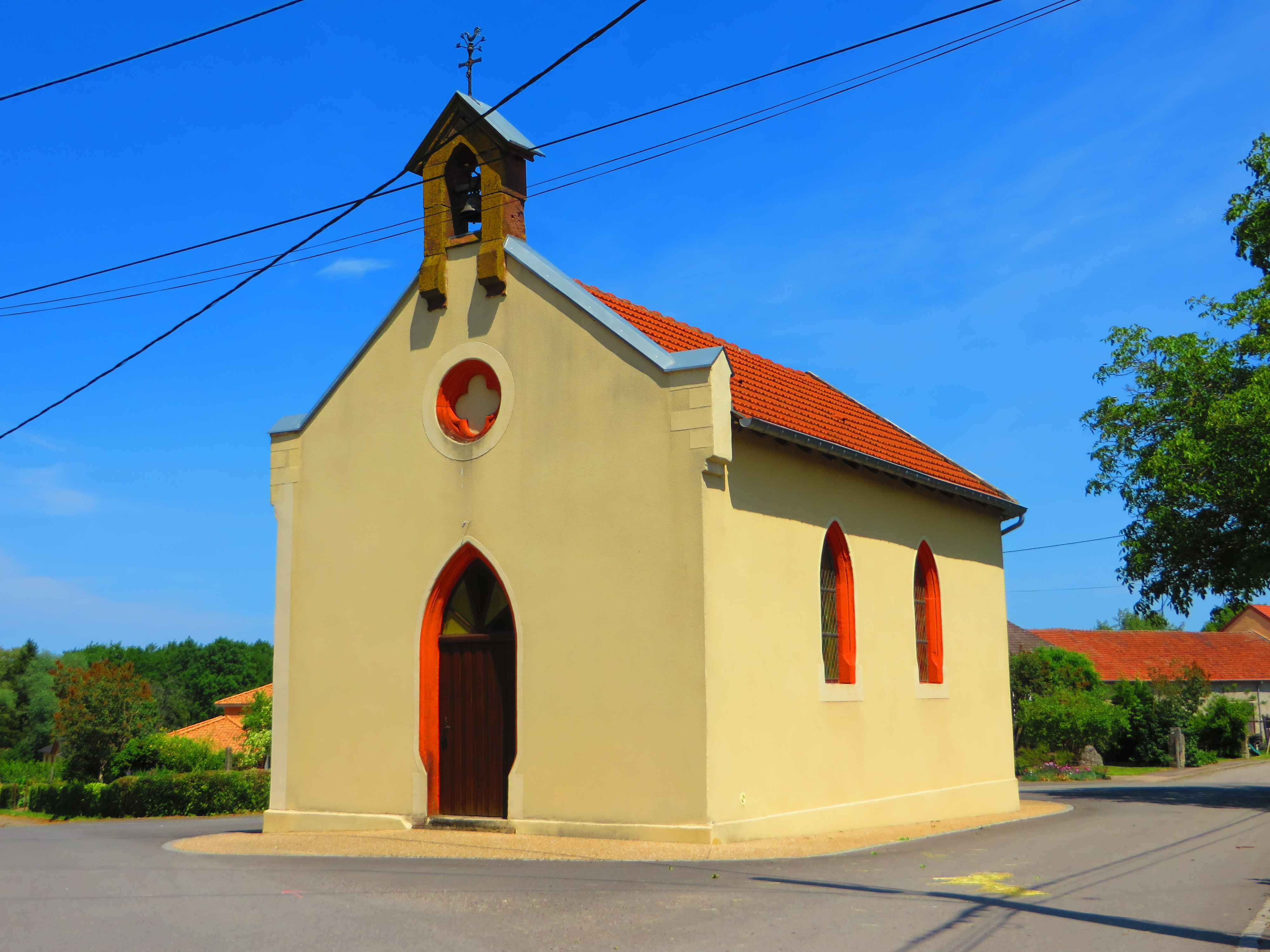
Dreifaltigkeitskapelle im Ortsteil Calembourg
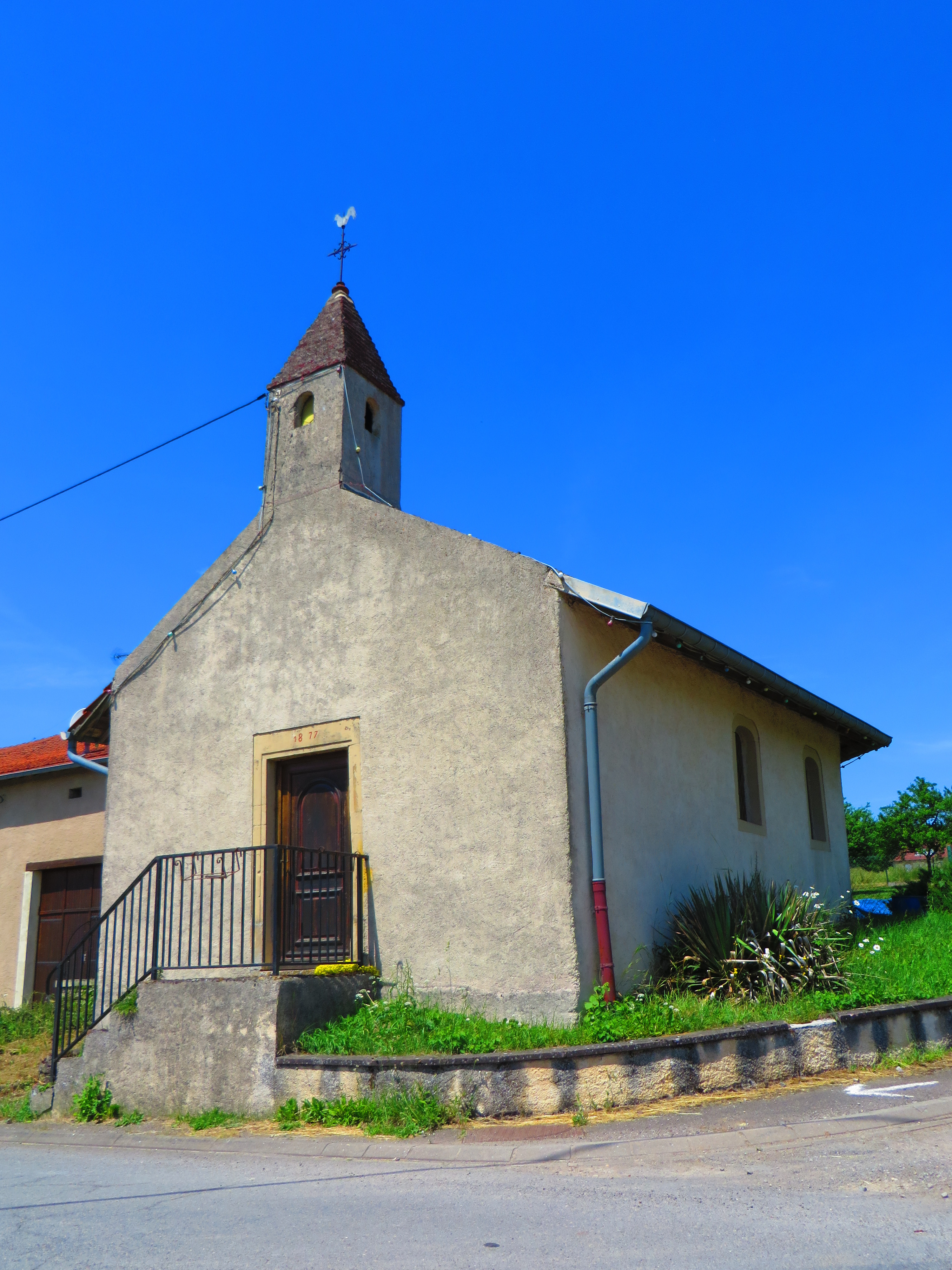
Kapelle St. Johannes der Täufer im Ortsteil Hargarten

## Belege
1. ↑  Wappenbeschreibung auf genealogie-lorraine.fr (französisch)